# Dedipix
La dedipix est une dédicace par l'image (mot-valise créé par contraction de « dédicace » et « picture », soit « image » en anglais, ou bien encore pixel), un phénomène constaté dans le milieu des adolescents blogueurs.

## Un phénomène adolescent
Le blogueur réalise une photographie de lui, avec un pseudonyme marqué au feutre sur une partie de son corps ou sur une feuille. En contrepartie d'une telle dédicace, les autres blogueurs postent des commentaires sur le blog de l'auteur. Il peut y avoir surenchère, le nombre de commentaires étant généralement d'autant plus élevé que la photographie est coquine,.

## Risques
Cette pratique inquiète les spécialistes de la cybercriminalité car elle est susceptible d'attirer les pédophiles prédateurs : il leur est parfois possible de découvrir d'où viennent les photographies, et ainsi de contacter l'auteur via son blog.